# Bradysia atrcornea
Bradysia atrcornea är en tvåvingeart som beskrevs av Werner Mohrig och Menzel 1992. Bradysia atrcornea ingår i släktet Bradysia och familjen sorgmyggor. Inga underarter finns listade i Catalogue of Life.